# 제102기갑여단 (대한민국)
제102기갑여단(第百二機甲旅團, 영어: 102nd Armored Brigade, 상징명칭: 일출부대)은 강원특별자치도 양양군에 있는 대한민국 육군 제3군단 예하의 기갑여단이다.

## 역사

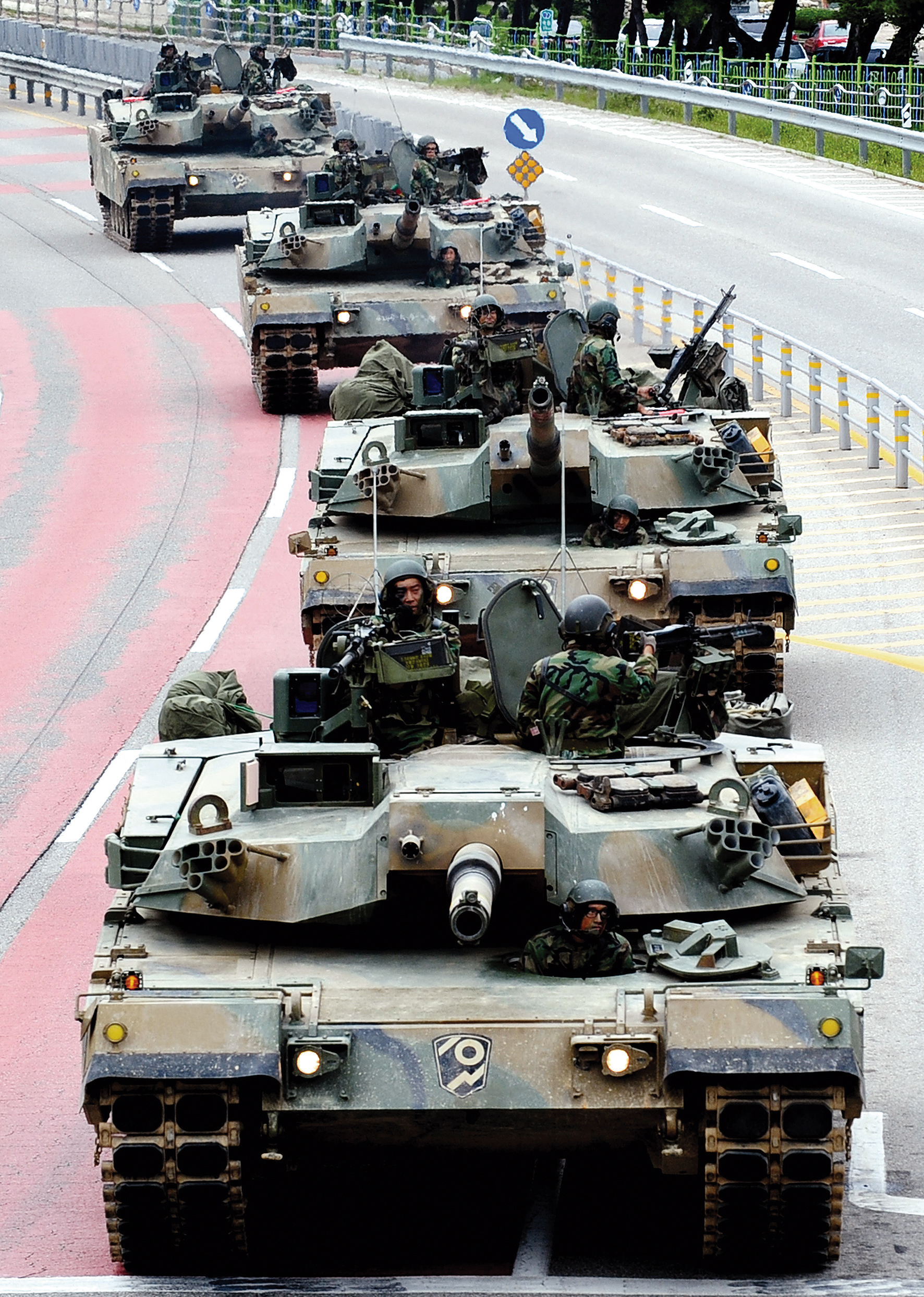
야외기동훈련 중인 제102기갑여단의 전차들

1988년 6월 1일 강원도 삼척군에서 제102보병여단으로 창설되어 1992년 5월 1일 양양군으로 옮겨갔다. 1996년 9월 19일부터 11월 5일까지 강릉지역 무장공비 침투사건에 참가하였다. 국방개혁 2020의 첫 시행대상 부대로서 2007년 12월 1일에 기갑여단으로 재편성되었다.

## 여단가
```
동해의 푸른파도 태백에 넘쳐
태양도 새역사의 문을 열도다
천지를 진동하는 힘찬 기백은
끓는 피 충정되어 나를 부르네
아~~ 우리는 조국의 방패
동해의 선봉이다 102기갑여단

```

## 편성
- 제33전차대대 "풍호"
- 제58전차대대 "불사조"
- 제131기계화보병대대 "충마"
- 제536포병대대 "일출선봉포병"
- 본부근무대
- 기갑수색중대
- 공병대
- 방공중대
- 보급수송중대
- 의무중대
- 정보통신중대
- 전투근무지원대대
- 화생방중대
- 정보중대